# Les plaisirs démodés
Les plaisirs démodés (in francese:I piaceri del passato) è un brano musicale scritto da Charles Aznavour e Georges Garvarentz, interpretato dal cantante franco-armeno Charles Aznavour. 
È stata registrata per la prima volta da Aznavour nel 1972 e pubblicata nell'album Idiote je t'aime.

## Testo e significato
(recitativo da "Les plaisirs démodés", Charles Aznavour)
La canzone di Charles Aznavour è un nostalgico omaggio ai piaceri del passato, in un'epoca dove la modernità ha preso il sopravvento.
Siamo nei primi anni 1970 i protagonisti, una copia di innamorati non più giovanissimi, si trovano in una tipica discoteca, con luci psichedeliche e musica pop ad alto volume (Les derniers disques pop, poussés r’au maximum ).
La canzone celebra i piaceri semplici dell’intimità anche nel mezzo di un mondo in continua evoluzione.
Nonostante tutto, la passione tra i due si esprime attraverso il linguaggio della danza: ballando guancia a guancia mentre ondeggiano al ritmo della musica. Il ritornello enfatizza il desiderio dei protagonisti di lasciarsi alle spalle il caos del club e concentrarsi esclusivamente sulla sensazione di sentire il cuore dell'amato/a battere all'unisono.